# Cornelius Vanderbilt II
Cornelius Vanderbilt II (27 novembre 1843 – 12 settembre 1899) è stato un imprenditore statunitense, membro della famiglia Vanderbilt.
Fu il nipote preferito del Commodoro Cornelius Vanderbilt, che gli lasciò 5 milioni di dollari, ed il maggiore dei figli maschi di William Henry "Billy" Vanderbilt (che gli lasciò una cifra pari a quasi 70 milioni di dollari) e Maria Louisa Kissam. A sua volta li successe come capo della New York Central e le correlate linee ferroviarie nel 1885.

## Biografia
Aveva la fama di uno stacanovista, anche se un ictus nel 1896 lo costrinse a ridurre il suo coinvolgimento attivo negli affari. Nel 1867 sposò Alice Claypoole Gwynne (1845–1934), figlia di Abraham Evan Gwynne e Rachel Moore Flagg. I due si erano conosciuti nella Chiesa Episcopale di St. Bartholomew dove entrambi insegnavano alla scuola domenicale. Il loro primogenito, una femmina chiamata Alice Gwynne Vanderbilt, nacque nel 1869 ma morì di una malattia infantile nel 1874, all'età di cinque anni. Il loro secondogenito e primo figlio maschio William Henry "Bill" Vanderbilt II (1870–1892) morì di febbre tifoide quando frequentava l'Università di Yale. Diseredò il suo secondo figlio maschio Cornelius "Neily" Vanderbilt III (1873–1942) per essersi sposato senza il suo consenso. Il terzo figlio maschio Alfred Gwynne Vanderbilt (1877–1915) morì nell'affondamento del RMS Lusitania. Il quarto e più giovane dei figli maschi era Reginald Claypoole Vanderbilt (1880–1925), padre di Cathleen Vanderbilt (dal suo primo matrimonio con Cathleen Neilson) e la socialite & fashion designer Gloria Laura Vanderbilt (dal suo secondo matrimonio con Gloria Morgan). Reginald è anche il nonno materno del giornalista della CNN e conduttore televisivo Anderson Hays Cooper e del suo defunto fratello, Carter Vanderbilt Cooper attraverso sua figlia Gloria. Le due figlie femmine sopravvissute di Cornelius e Alice furono Gertrude Vanderbilt (1875–1942) e la Contessa Gladys Moore Vanderbilt (1886–1965).
Nel 1890 portò la bara di Junius Spencer Morgan, padre del famoso J. P. Morgan.
Le magioni sulla Fifth Avenue dove egli, i suoi fratelli, ed i suoi figli sono vissuti sono state demolite, ma la casa per le vacanze, The Breakers, a Newport nel Rhode Island che egli costruì, si trova ancora come un ricordo del suo stile di vita.
Vanderbilt fu attivo in numerose organizzazioni, tra cui la YMCA, la Croce Rossa, l'Esercito della Salvezza, la Trinity Church, la St. Bartholomew's Church, e il Newport Country Club.
Alla sua morte, la leadership di famiglia passò al suo primo fratello, William Kissam Vanderbilt. La sua filantropia era tale che egli non aumentava la ricchezza che era stata lasciata.